# Berkau
Berkau is een dorp en voormalige gemeente in de Duitse deelstaat Saksen-Anhalt, en maakt deel uit van de gemeente Bismark (Altmark) in de  Landkreis Stendal.
Berkau-dorp telde, eind 2018, 334 inwoners. Het vormt, samen met het 97 inwoners tellende dorpje Wartenberg, dat 1½ km ten oosten van Berkau ligt, 1 van de 20 Ortschaften van de gemeente Bismark. Berkau ligt ongeveer 7 kilometer ten west-zuidwesten van het stadje Bismark. Beide plattelandsdorpjes hebben nog een oude dorpskerk.

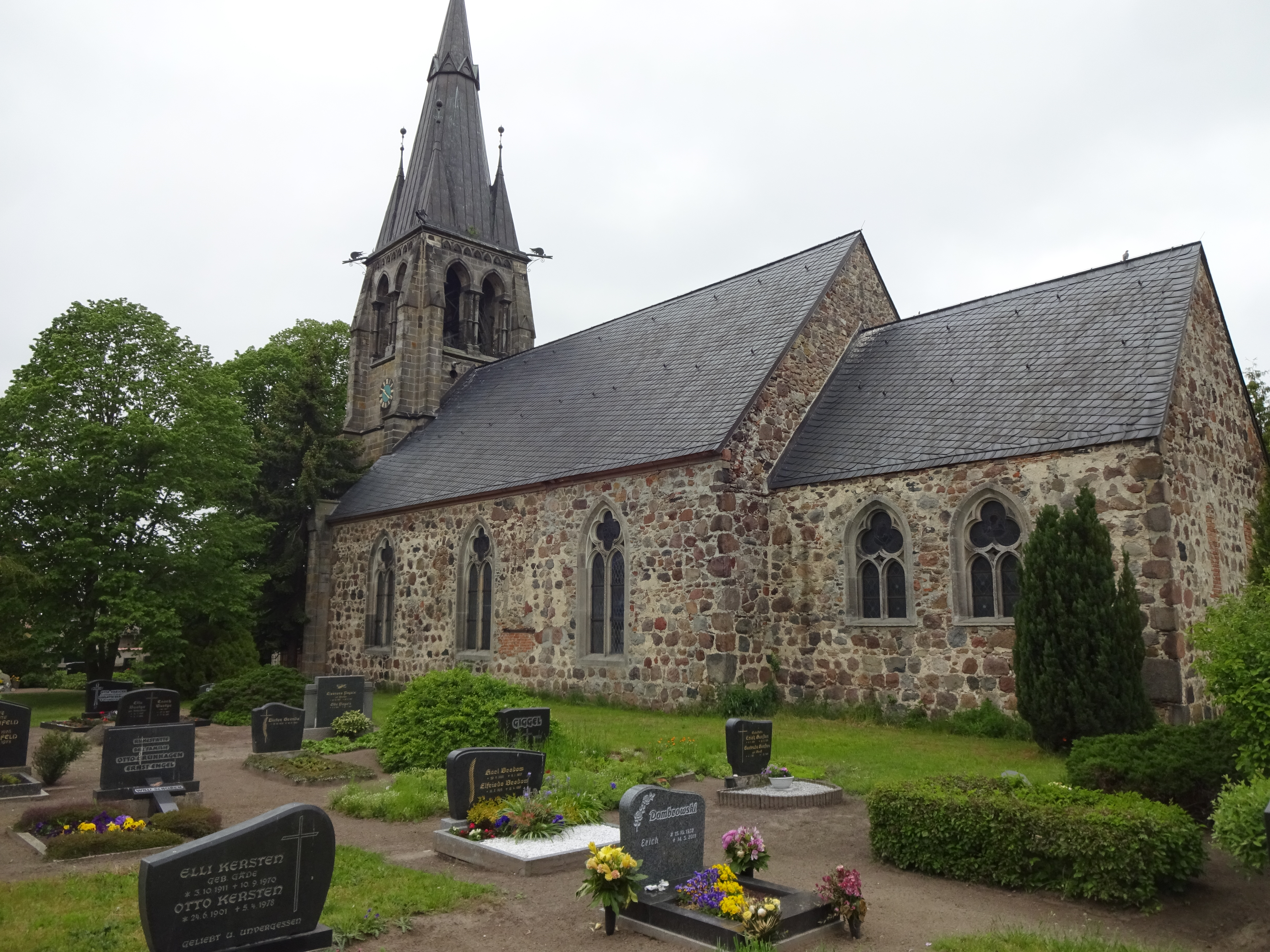
Dorpskerk te Berkau
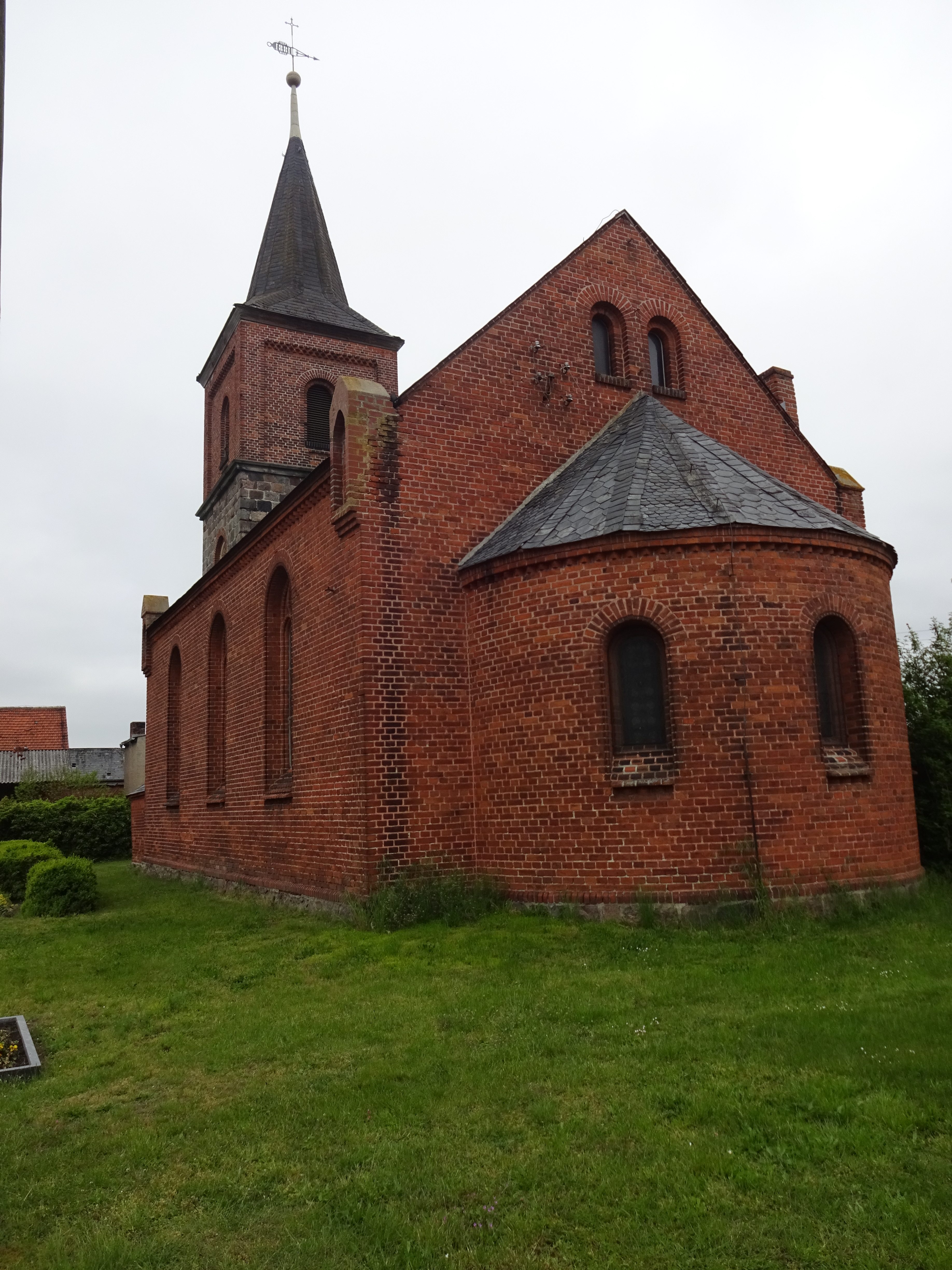
Dorpskerk te Wartenberg